# Sincybaeus monticola
Espèce
Synonymes
- Cybaeus monticola Kobayashi, 2006

Sincybaeus monticola est une espèce d'araignées aranéomorphes de la famille des Cybaeidae.

## Distribution
Cette espèce est endémique de Honshū au Japon,. Elle se rencontre dans les préfectures de Nagano, de Yamanashi, de Shizuoka et d'Aichi.

## Description
Le mâle holotype mesure 4,60 mm et la femelle paratype mesure 5,24 mm.

## Systématique et taxinomie
Cette espèce a été décrite sous le protonyme Cybaeus monticola par Kobayashi en 2006. Elle est placée dans le genre Sincybaeus par Sugawara, Ihara, Koike, Seo, Prozorova, Zhang et Nakano en 2024.

## Étymologie
Son nom d'espèce lui a été donné en référence à son habitat, la montagne.

## Publication originale
- Kobayashi, 2006 : « Ten new species of the genus Cybaeus (Araneae: Cybaeidae) from central Honshu, Japan. » Acta Arachnologica, vol. 55, no 1, p. 29-44 (texte intégral).